# Anna Maria dal Violin
Anna Maria dal Violin, född 1696, död 1782, var en italiensk violinist. Hon var elev till Antonio Vivaldi, undervisade i violinspelning och författade även kompositioner för violinspel.  